# Bernhard Eisel

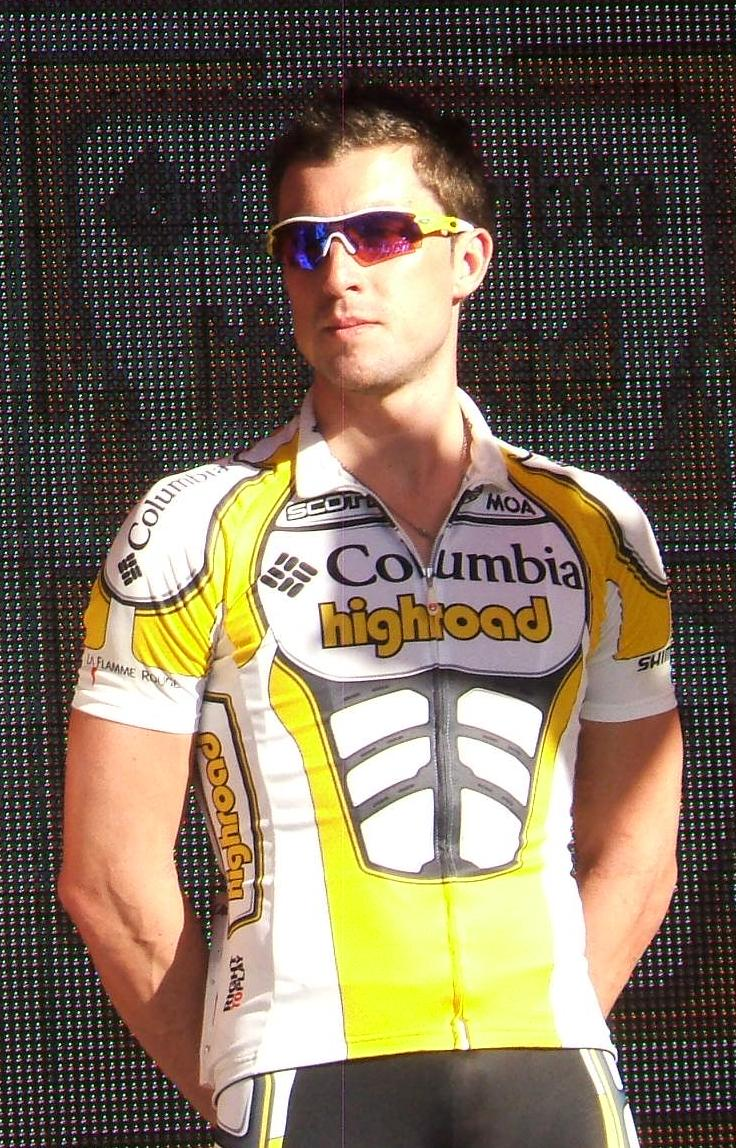
Bernhard Eisel al Tour Down Under 2009

Bernhard Eisel   (Voitsberg, 17 de febrer de 1981) és un antic ciclista de carretera professional austríac, que va competir professionalment entre 2001 i 2019 pel Mapei–Quick-Step, Française des Jeux, HTC–Highroad, Team Sky i el Team. Després de la seva jubilació, va treballar com a analista i presentador per a Eurosport i la Global Cycling Network (GCN), abans d'unir-se a Bora–Hansgrohe com a director esportiu el 2022.

## Biografia
Nascut a Voitsberg, va guanyar la seva primera cursa quan tenia onze anys i ha guanyat moltes curses des d'aleshores. Quan tenia disset anys, es va mudar a Itàlia per competir amb l'equip Rinascita Ormelle, radicat a Treviso. Després va fitxar per l'equip Gli Amici Piave, de Moreno Argentin. L'any 2001 va passar a professional amb l'equip Mapei, i l'any 2003 va fitxar per l'equip FDJeux.com. A partir del 2007, Eisel va començar a córrer amb el T-Mobile Team.
Eisel va gaudir d'una primera temporada exitosa amb la seva victòria principal a la segona etapa de la Volta ao Algarve.Es va establir com la mà dreta del velocista i company d'equip Mark Cavendish, protegint-lo durant els plans i les etapes de muntanya i formant part del tren de sortida d'HTC que va veure com Cavendish va aconseguir moltes victòries notables al Tour de França i altres curses. Eisel també va tenir oportunitats de muntar per ell mateix, principalment en les clàssiques. Va guanyar Paris–Bourges el 2008 i Gent–Wevelgem el 2010, i el 2011, Eisel va registrar la seva millor posició en un monument en quedar setè a París–Roubaix. Eisel va ser nomenat membre de la Comissió d'Athletes de la UCI inaugural el 2011.
Després de l'anunci que HTC–Highroad es retiraria a finals de 2011, Eisel es va unir a Mark Cavendish per traslladar-se al Team Sky. Després que Cavendish va anunciar que retallaria el seu contracte de tres anys amb l'equip per passar a Omega Pharma–Quick-Step, Eisel va anunciar que es quedaria amb el Team Sky fins al final de la temporada 2015.
El 28 de setembre de 2015, Sky va anunciar que Eisel estaria entre els pilots que deixaran l'equip a finals d'any, després de quatre temporades amb l'equip. L'endemà es va anunciar que s'havia unit a Cavendish (i a Mark Renshaw, el seu antic company d'equip d'HTC) per signar per MTN-Qhubeka, per ser rebatejat com a Team Dimension Data.
El 14 de gener de 2020 va anunciar la seva retirada com a ciclista professional als 38 anys d'edat.

## Palmarès
Palmarès.
- 2002
  - 1r de la Radclassic-Gleisdorf
- 2003
  - 1r del Critèrium Welser Sparkassen Innenstadt
  - Vencedor d'una etapa del GP Erik Breukink
  - Vencedor d'una etapa de la Volta al Llemosí
- 2004
  - 1r a Bad Ischl
  - Vencedor d'una etapa del Critérium des Espoirs
- 2005
  - Vencedor de 2 etapes de la Volta a l'Algarve
  - Vencedor d'una etapa de la Volta a Suïssa
  - Vencedor d'una etapa del Gran Premi Internacional Costa Azul
- 2006
  - 1r al Critèrium Grazer Altstadt
  - 1r al Critèrium Mayrhofen Europa
  - Vencedor d'una etapa de la Volta a l'Algarve
  - Vencedor d'una etapa del Tour de Qatar
  - Vencedor d'una etapa dels Tres Dies de la Panne
- 2007
  - 1r de la classificació final de la Commerce Bank Triple Crown of Cycling
  - 1r a la Commerce Bank Lancaster Classic
  - 1r a la Reading Classic
  - 1r a Linz
  - Vencedor d'una etapa de la Volta a l'Algarve
- 2008
  - 1r de la París-Bourges
  - 1r a Köflach
  - Vencedor d'una etapa de la Volta a l'Algarve
- 2009
  - Vencedor d'una etapa a la Volta a Suïssa
- 2010
  - 1r a la Gant-Wevelgem

### Resultats al Tour de França
- 2004. 131è de la classificació general
- 2005. 143è de la classificació general
- 2006. 108è de la classificació general
- 2007. 121è de la classificació general
- 2008. 144è de la classificació general
- 2009. 150è de la classificació general
- 2010. 156è de la classificació general
- 2011. 161è de la classificació general
- 2012. 146è de la classificació general
- 2014. 126è de la classificació general
- 2016. 171è de la classificació general
- 2017. 153è de la classificació general

### Resultats a la Volta a Espanya
- 2005. Abandona (6a etapa)
- 2006. Abandona (16a etapa)
- 2010. Abandona (4a etapa)

### Resultats al Giro d'Itàlia
- 2003. 64è de la classificació general
- 2012. 152è de la classificació general
- 2014. 138è de la classificació general
- 2015. 143è de la classificació general